# جيمس كوبر (سياسي)
جيمس كوبر هو سياسي كندي، ولد في 17 يونيو 1900 في غريتر سودبوري في كندا، وتوفي بنفس المكان في 29 نوفمبر 1979. نشط حزبياً في الحزب الليبرالي في أونتاريو ‏. وقد انتخب عضو برلمان مقاطعة أونتاريو.